# Andrzej Strug

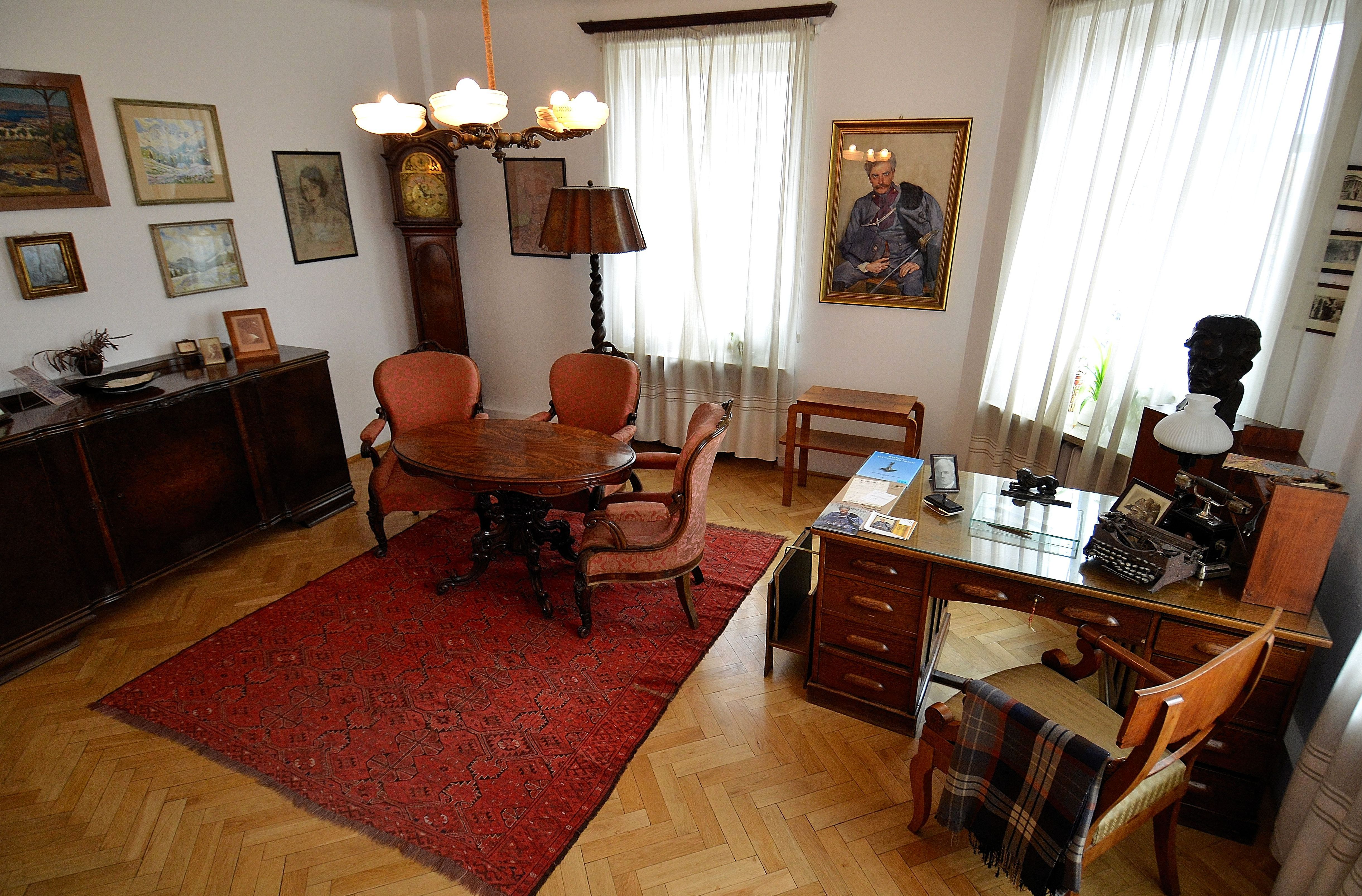
Muzeum Andrzeja Struga w Warszawie

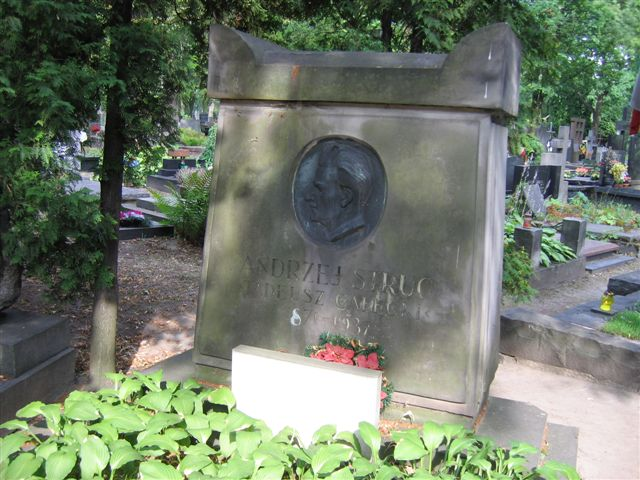
Nagrobek Andrzeja Struga na cmentarzu Wojskowym na Powązkach

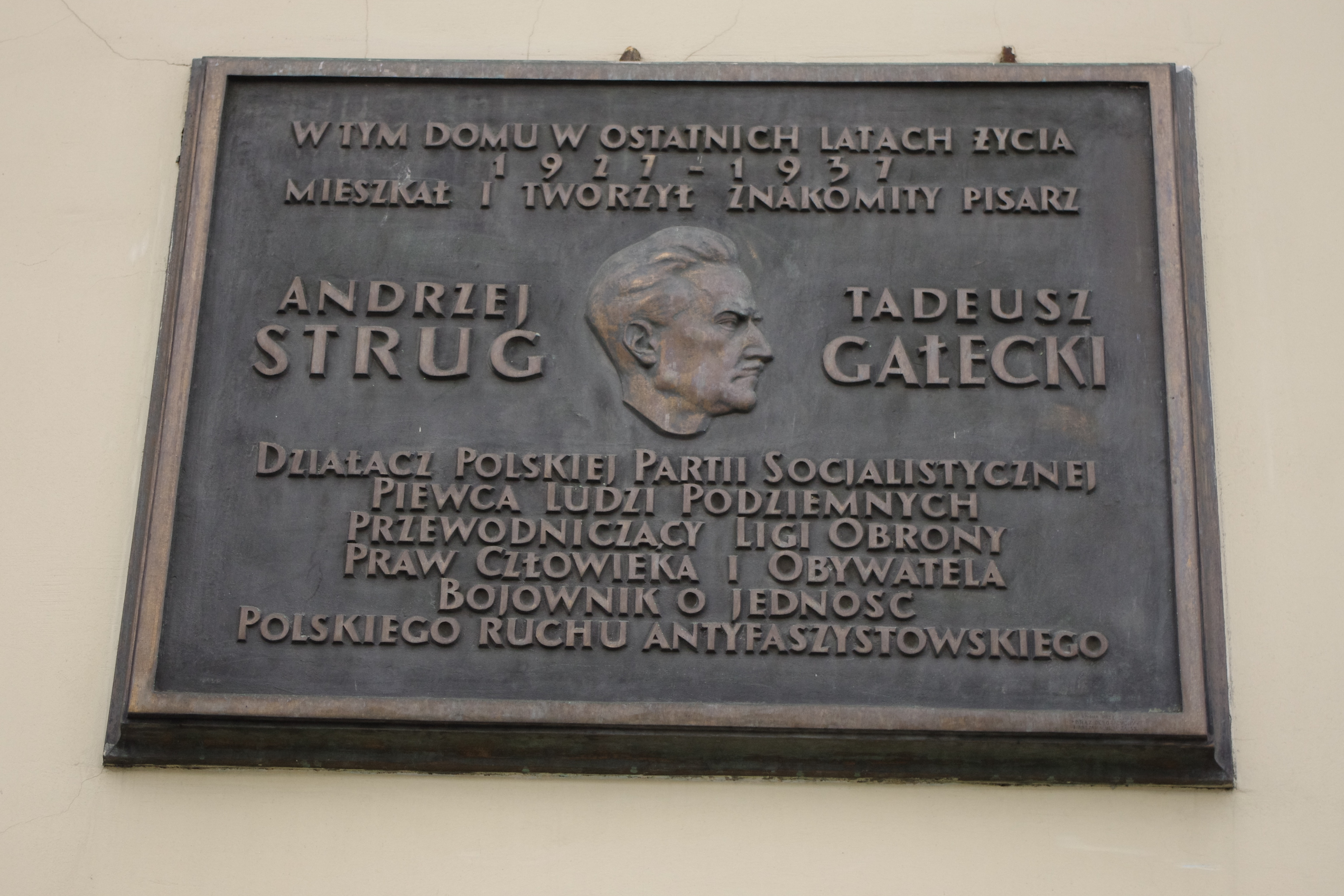
Tablica upamiętniająca pisarza Andrzeja Struga w Al. Niepodległości w Warszawie

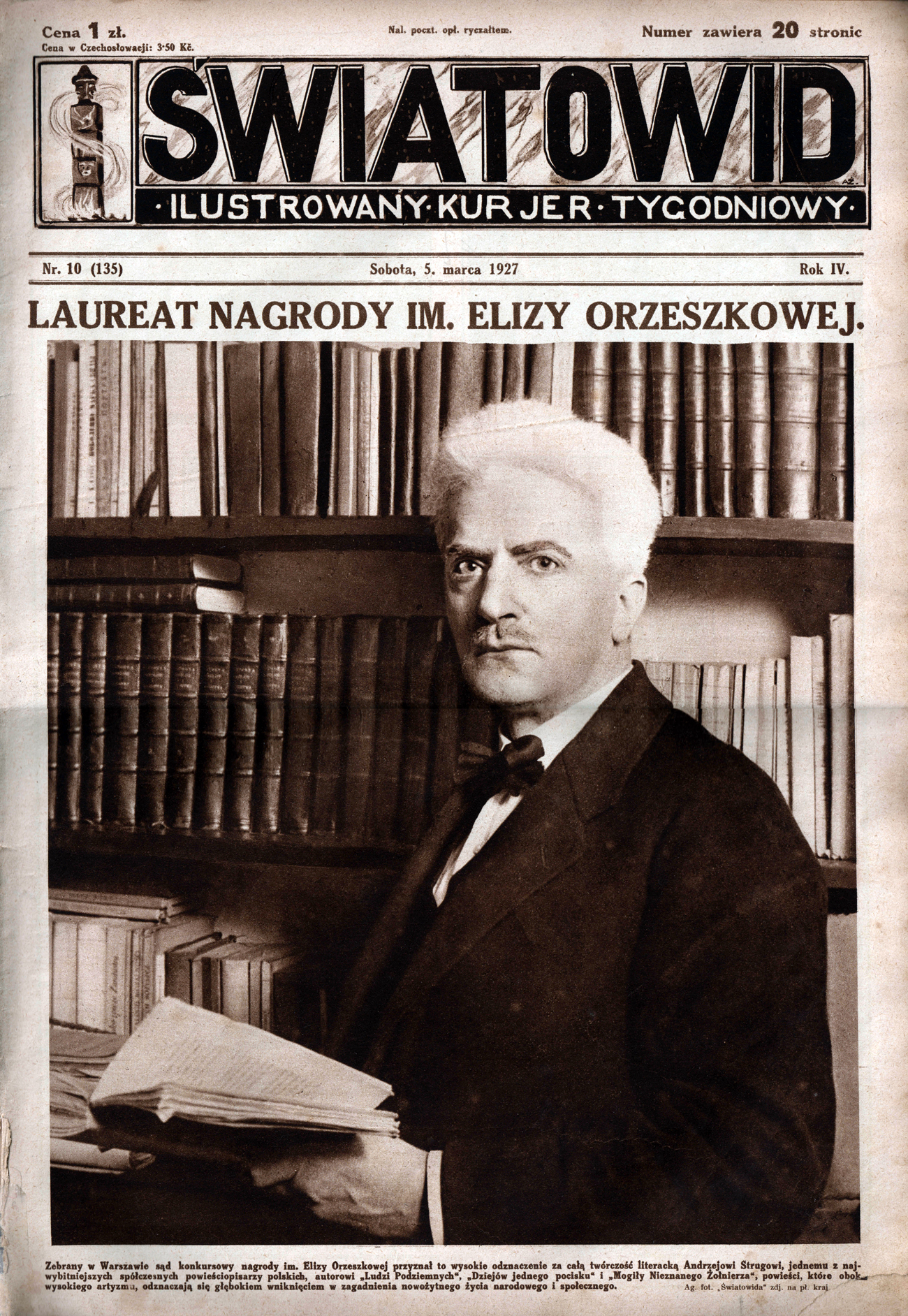
Strona tytułowa pisma Światowid, nr 10 z 5 marca 1927 r. Andrzej Strug – laureat nagrody im. Elizy Orzeszkowej.

Andrzej Strug, właśc. Tadeusz Gałecki, ps. „Borsuk”, „August Kudłaty” (ur. 28 listopada 1871 w Lublinie, zm. 9 grudnia 1937 w Warszawie) – pisarz i publicysta, wolnomularz, działacz ruchu socjalistycznego i niepodległościowego, beliniak, a także scenarzysta.

## Życiorys
Urodził się w rodzinie Władysława, właściciela sklepu kolonialnego w Lublinie, i Pauliny z Miklaszewskich . Studiował w Instytucie Rolnictwa i Leśnictwa w Puławach. Działał w Kole Oświaty Ludowej i Polskiej Partii Socjalistycznej. W 1895 uwięziony w X Pawilonie Cytadeli Warszawskiej, a w 1897 skazany na zesłanie do guberni archangielskiej, gdzie przebywał do 1900.
Po powrocie do kraju studiował na Uniwersytecie Jagiellońskim i uczestniczył w rewolucji 1905 roku. Był wtedy liderem Wydziału Chłopskiego, a następnie Wydziału Wiejskiego PPS i redagował pismo chłopskie „Gazetę Ludową”. Ponownie aresztowany w 1907 musiał opuścić granice państwa rosyjskiego i wyjechał do Paryża. W 1910 był jednym z sygnatariuszy listu otwartego w sprawie pochowania ciała Juliusza Słowackiego na Wawelu. Pochówek oprotestował biskup krakowski Jan Puzyna. Po powrocie z Francji, Strug wstąpił do organizacji „Strzelca”. Uczestniczył w zjeździe w Zakopanem w sierpniu 1912 roku, na którym powołano Polski Skarb Wojskowy. W okresie I wojny światowej walczył w szeregach Legionów Józefa Piłsudskiego w stopniu wachmistrza sztabowego. W latach 1915–1918 pełnił funkcję referenta politycznego w Polskiej Organizacji Wojskowej. 9 lutego 1916 został formalnie zwolniony z Legionów Polskich.
W Polsce niepodległej reprezentował PPS. W 1918 wziął udział w tworzeniu Rządu Ludowego i został wiceministrem propagandy. W 1920 został członkiem założycielem Wielkiej Loży Narodowej Polskiej. W 1927 otrzymał nagrodę literacką im. Elizy Orzeszkowej za całokształt twórczości. W 1928 zasiadł z listy PPS w Senacie, a w 1934 stał na czele Ligi Obrony Praw Człowieka i Obywatela. W latach 1924 i 1935 pełnił obowiązki prezesa Związku Zawodowego Literatów Polskich, którego był współzałożycielem (był delegatem na zjazd ZZLP 4 lutego 1922 w Warszawie). W 1928 był współautorem scenariuszy do filmów Pan Tadeusz (z Ferdynandem Goetlem) i Przedwiośnie (z Anatolem Sternem). W 1933 został laureatem Nagrody Miasta Łodzi za całokształt działalności na polu literatury. W 1934 odmówił przyjęcia członkostwa Polskiej Akademii Literatury, ponieważ protestował przeciwko procesowi brzeskiemu i Berezie Kartuskiej.
W swojej twórczości pisarskiej podejmował tematy wojenne i walki o idee sprawiedliwości społecznej, np. Ludzie podziemni, Dzieje jednego pocisku, Mogiła nieznanego żołnierza. Krytykował też współczesny kapitalizm w powieściach: Pieniądz, Żółty krzyż. Poznawszy Tatry w latach krakowskich studiów, powracał do nich i Zakopanego dość często. Jego znajomość problemów modnego wówczas uzdrowiska zaowocowała nietypową dla niego pozycją groteskowo-satyryczną Zakopanoptikon.
Należał do masonerii, a od 1922 do 1923 pełnił funkcję Wielkiego Mistrza Wielkiej Loży Polskiej. Do końca życia był aktywnym działaczem społecznym i politycznym. Został pochowany na cmentarzu Wojskowym na Powązkach (kwatera A19-lewe półkole-9).

## Życie prywatne
Był żonaty z Nelly Gałecką-Strug (1892–1989).

## Ordery i odznaczenia
- Krzyż Srebrny Orderu Wojskowego Virtuti Militari nr 5419 (17 maja 1922)[13][14]
- Krzyż Niepodległości (4 listopada 1933)[15]
- Krzyż Oficerski Orderu Odrodzenia Polski (30 kwietnia 1925)[16][17]
- Krzyż Walecznych
- Złoty Wawrzyn Akademicki (5 listopada 1935)[18]
- Odznaka pamiątkowa POW nr 620 (6 sierpnia 1919)

## Twórczość
- 1908: Ludzie podziemni
- 1908: Jutro[19]
- 1910: Dzieje jednego pocisku
- 1911: Ojcowie nasi
- 1912: Portret
- 1913–1914: Zakopanoptikon (druk w odcinkach we lwowskim „Wieku Nowym”; I wyd. całości 1957)
- 1914: Pieniądz
- 1918: Chimera[20]
- 1920: Wyspa zapomnienia
- 1921: Odznaka za wierną służbę
- 1922: Mogiła nieznanego żołnierza
- 1925: Pokolenie Marka Świdy
- 1926: Wielki dzień. Kronika niedoszłych wydarzeń (ukazała się w warszawskim dzienniku „Kurier Poranny”; I wyd. całości 1957)
- 1928: Fortuna kasjera Śpiewankiewicza
- 1930–1931: Pisma
- 1932–1933: Żółty krzyż
- 1937: Miliardy
- 1937: W Nienadybach byczo jest

## Filmografia
Scenariusz
- 1928: Pan Tadeusz
- 1928: Przedwiośnie

Ekranizacje
- 1927: Mogiła nieznanego żołnierza
- 1929: Grzeszna miłość
- 1930: Niebezpieczny romans
- 1972: Fortuna
- 1980: Gorączka